# Peter Cheruiyot Kirui

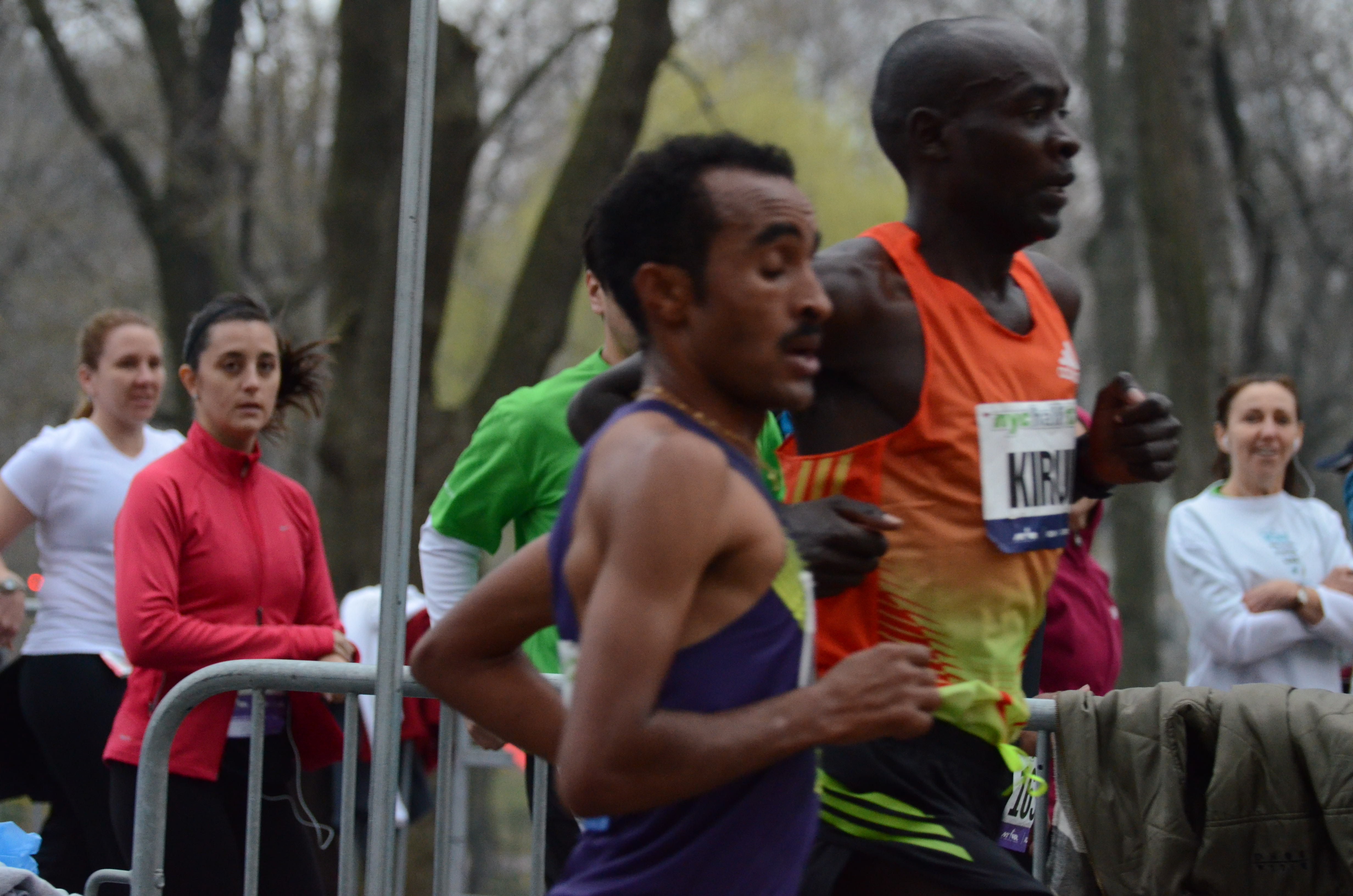
Kirui (rechts) 2012 in New York

Peter Cheruiyot Kirui (* 2. Januar 1988 in Bomet) ist ein kenianischer Langstreckenläufer.

## Leben
2008 wurde er Zweiter bei der Cursa Bombers, und 2009 gewann er die Carreira Popular Coruña.
Im Jahr darauf wurde er Zweiter beim Berliner Halbmarathon und Fünfter beim Paderborner Osterlauf über 10 km. Einem Einsatz beim Chicago-Marathon als Tempomacher für Samuel Kamau Wanjiru folgte ein neunter Platz beim Delhi-Halbmarathon.
2011 wurde er Dritter beim CPC Loop Den Haag. Als Kenianischer Meister über 10.000 m fuhr er zu den Leichtathletik-Weltmeisterschaften in Daegu, wo er über diese Distanz den sechsten Platz belegte. Als Tempomacher für Patrick Makau Musyoki bei seinem Weltrekordlauf passierte er beim Berlin-Marathon die 30-km-Marke in der Weltbestzeit von 1:27:37 h (eine Sekunde vor Musyoki). Ebenfalls als Hase war er beim Frankfurt-Marathon im Einsatz; dort begleitete er den späteren Sieger Wilson Kipsang bis km 30 und lief durch auf den sechsten Platz.
2012 gewann er den New-York-City-Halbmarathon.
Im August 2016 gewann er am Wörthersee den Halbmarathon bei „Kärnten läuft“.

Einen Monat später konnte er auch den Halbmarathon des Wachau-Marathons gewinnen und stellt dabei in Krems an der Donau einen neuen Streckenrekord auf – er erreichte hier mit seiner Siegerzeit von 59:53 Minuten erstmals eine Zeit unter einer Stunde.
Auch 2017 gewann er diese beiden Halbmarathonbewerbe.

## Persönliche Bestzeiten
- 3000 m: 7:45,79 min, 18. Juli 2009, Saragossa
- 5000 m: 13:15,90 min, 25. Juli 2009, Barcelona
- 10.000 m: 27:25,63 min, 28. August 2011, Daegu
- 10-km-Straßenlauf: 27:55 min, 3. April 2010, Paderborn
- Halbmarathon: 59:22 min, 5. April 2014, Prag
- 30-km-Straßenlauf: 1:27:37 h, 25. September 2011, Berlin (Weltbestzeit, Zwischenzeit)
- Marathon: 2:06:31 h, 30. Oktober 2011, Frankfurt am Main